# Объединённая энергетическая компания (Москва)
Объединённая энергетическая компания (ОЭК) — одна из основных электросетевых организаций Москвы: эксплуатирует принадлежащие столице электрические сети, развивает их и реконструирует. Создана в 2004 году по распоряжению Правительства Москвы. 100 % акций находится в собственности Департамента имущества Москвы. С момента создания и до мая 2011 года осуществляло владение электросетевым имуществом, передаваемым Москвой в уставной капитал компании. С мая 2011 начала деятельность как полноценная электросетевая компания.

## Задачи АО «ОЭК»
Перед АО «Объединенная энергетическая компания» стоят следующие задачи:
- Бесперебойное энергоснабжение потребителей Москвы;
- Строительство электроэнергетических объектов;
- Консолидация электросетевого имущества столицы;
- Реализация инвестиционной программы Правительства Москвы в части строительства питающих центров и реконструкции электроэнергетических активов столицы;
- Увеличение доходов и рост капитализации Общества.

## Электросетевое хозяйство АО «ОЭК»
Имущественный комплекс АО «ОЭК» по состоянию на2023 год включает 28 питающих центров напряжением 110-220 кВ (установленная суммарная мощность 9 104 МВА), 3657 трансформаторных подстанций 6-20/0,4 кВ и распределительных пунктов 6-20 кВ, более 53 000 км линий электропередачи классом напряжения 0,4-220 кВ.
В 2013 году к Объединенной энергетической компании в качестве дочерней компании присоединено акционерное общество "Энергокомплекс".
С 1 января 2015 года АО «ОЭК» осуществляет эксплуатацию объектов наружного освещения, архитектурно-художественной подсветки, праздничной иллюминации и часового хозяйства, расположенных на территории города Москвы.
С 2016 года АО «ОЭК» занимается праздничным оформлением города Москвы – свето-декоративными конструкциями, которые украшают столицу к различным городским праздникам: День города, Новый год, Рождество, сезонные фестивали и другие мероприятия.

## Операционная структура
В операционную структуру Компании в настоящее время входят 11 районов электрических сетей (РЭС) и 5 групп подстанций.
РЭС занимаются ремонтно-эксплуатационным и оперативным обслуживанием распределительных электрических сетей, а также обеспечивает надежное функционирование и исправное состояние принадлежащих АО «ОЭК» кабельных линий электропередачи (КЛ), воздушных линий электропередачи (ВЛ), распределительных пунктов, трансформаторных подстанций и других устройств электрической сети, расположенных на закрепленных за РЭС объектах электросетевого имущества.
Районы электрических сетей АО «ОЭК»:
- Восточный РЭС;
- Западный РЭС;
- Северный РЭС;
- Северо-Восточный РЭС;
- Северо-Западный РЭС;
- Центральный РЭС;
- Юго-Восточный РЭС;
- Юго-Западный РЭС;
- Южный РЭС;
- Высоковольтные районные электрические сети;
- Троицкий и Новомосковский РЭС.

Подстанции:
- Северная группа подстанций;
- Южная группа подстанций;
- Западная группа подстанций;
- Восточная группа подстанций.

## Интервью
- Иван Петров. Новая сетевая нагрузка – приоритет мегаполиса. Энергетика и промышленность России (июль 2012). — «О том, как ОАО «ОЭК» удается сохранить баланс планов и выполнения, «ЭПР» рассказал генеральный директор компании Павел Ливинский.» Дата обращения: 19 января 2013. Архивировано 1 ноября 2012 года.